# Meriones shawi
Espèce
Statut de conservation UICN

 LC  : Préoccupation mineure
Meriones (Pallasiomys) shawi, en français la Mérione de Shaw, ou Gerbille de Shaw, est un rongeur du genre Meriones. Il vit dans le sud du Maroc, de l'Algérie, de la Tunisie, de la Libye et de l'Égypte.
L'espèce a occasionnellement des périodes de pullulation que les services agricoles locaux s'efforcent difficilement de limiter. 